# Chicago Marathon 1979
De Chicago Marathon 1979 werd gelopen op zondag 21 oktober 1979. Het was de 3e editie van de Chicago Marathon. De Amerikaan Dan Cloeter kwam voor de tweede maal als eerste over de streep in 2:23.20. Zijn landgenote Laura Michalek won bij de vrouwen in 3:15.45.

## Uitslagen

### Mannen
| rang   | naam            | land | tijd    |
| ------ | --------------- | ---- | ------- |
| Goud   | Dan Cloeter     | USA  | 2:23.20 |
| Zilver | Mike Healer     | USA  | 2:27.36 |
| Brons  | Patrick Chmiel  | USA  | 2:33.51 |
| 4      | Antonio Peso    | USA  | 2:36.21 |
| 5      | Rick Wilson     | USA  | 2:36.40 |
| 6      | Don White       | USA  | 2:38.56 |
| 7      | Jon Eggers      | USA  | 2:39.22 |
| 8      | John Wellerding | USA  | 2:40.00 |
| 9      | Robert Prince   | USA  | 2:40.20 |
| 10     | Thomas Benedict | USA  | 2:43.03 |

### Vrouwen
| rang   | naam              | land | tijd    |
| ------ | ----------------- | ---- | ------- |
| Goud   | Laura Michalek    | USA  | 3:15.45 |
| Zilver | Lynae Larson      | USA  | 3:16.45 |
| Brons  | Marilyn Reinhardt | USA  | 3:17.40 |
| 4      | Diana Sims Page   | USA  | 3:26.05 |
| 5      | Helen Rea         | USA  | 3:29.45 |
| 6      | Susie Sandstrom   | USA  | 3:30.20 |
| 7      | Charlene Groet    | USA  | 3:30.50 |
| 8      | Edna Craig        | USA  | 3:31.05 |
| 9      | Lorraine Norgle   | USA  | 3:37.20 |
| 10     | Joan Hirt         | USA  | 3:43.50 |

1977 ·
1978 ·
1979 ·
1980 ·
1981 ·
1982 ·
1983 ·
1984 ·
1985 ·
1986 ·
1987 ·
1988 ·
1989 ·
1990 ·
1991 ·
1992 ·
1993 ·
1994 ·
1995 ·
1996 ·
1997 ·
1998 ·
1999 ·
2000 ·
2001 ·
2002 ·
2003 ·
2004 ·
2005 ·
2006 ·
2007 ·
2008 ·
2009 ·
2010 ·
2011 ·
2012 ·
2013 · 
2014 · 
2015 · 
2016 · 
2017 · 
2018 · 
2019 · 
2021 · 
2022 · 
2023